# سیل ۱۳۹۸ شمال ایران
از تاریخ ۲۶ اسفند ۱۳۹۷ بر اثر بارندگی‌های شدید در استان‌های شمالی ایران، از جمله گلستان و مازندران و خراسان شمالی، سیل جاری شد. این سیل‌ها موجب خسارت‌های مالی برای ساکنین این استان‌ها و همچنین فوت ۱۳ نفر و مصدوم شدن حداقل ۱۱۶ نفر شد.
گفته می‌شود در این حادثهٔ طبیعی، طی دو روز ۳۰۰ میلی‌متر بارش رخ داده که برابر متوسط بارش یک‌سالهٔ استان گلستان است. گزارش‌ها حاکی از آن است که دیگر مناطق این استان نیز با بارشی بین ۵۰ تا ۷۰ درصد کل بارش سالانه در بازه زمانی کمتر از پنج روز رودررو بوده‌اند. این حجم از بارش در این منطقه در تمام دوران ثبت داده‌های هواشناختی، دست‌کم در هفتاد سال گذشته، بی‌سابقه بوده‌است. سیل استان‌های گلستان و مازندران، اصطلاحاً یک سیل دورانی بوده‌است که هر صد سال یکبار رخ می‌دهد.

## مناطق سیل‌زده

### استان مازندران
به گفته مدیرکل مدیریت بحران استانداری مازندران تقریباً تمام شهرهای این استان درگیر آب گرفتگی شدند اما در سیمرغ و کیاکلا شدت آب‌گرفتگی بیشتر از سایر مناطق استان مازندران بود. روستای حسن‌آباد میاندورود نیز کاملاً زیر آب رفت. ساکنان سه روستای دیگر نیز تخلیه شدند. مدیرعامل جمعیت هلال احمر مازندران تعداد سیل‌زدگان در مازندران را هزار و ۵۹۱ نفر اعلام کرد. در این استان جاده‌هایی که روستاها را به شهرها ارتباط می‌دهند قطع شد. این بارش‌ها تا نوروز ۱۳۹۸ ادامه داشت.

### استان گلستان

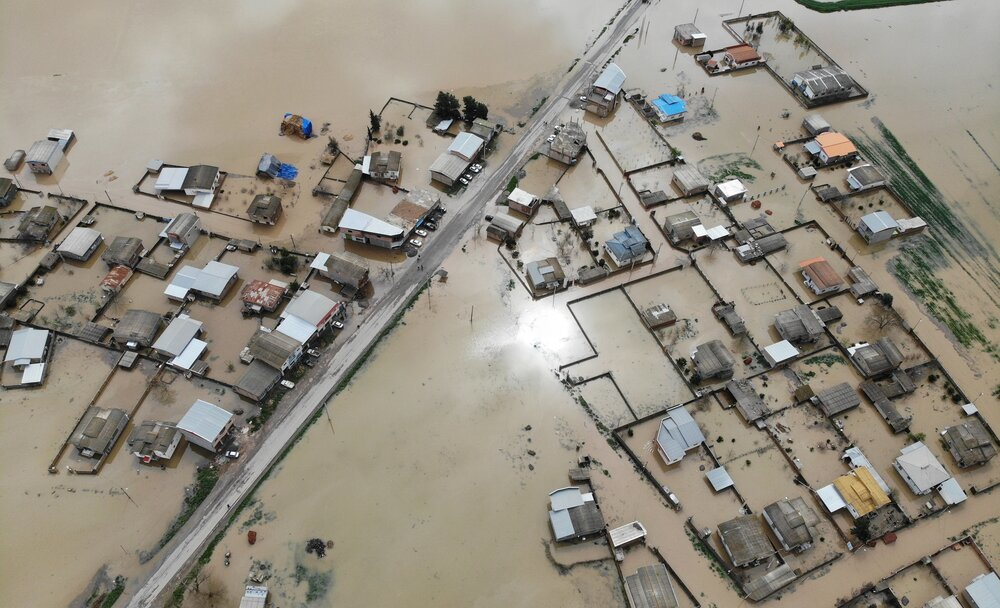
خسارت سیل در استان گلستان

در این استان شهرهای گنبدکاووس، آق قلا، بندر ترکمن و گمیشان و … که در مسیر رودخانه‌های قره سو و گرگان رود قرار داشتند خسارت دیدند. سیل همچنین بخش‌هایی از استان گلستان، به ویژه گنبدکاووس را درگیر کرد. بارندگی شدید در شرق استان گلستان از ۲۶ اسفند ۱۳۹۷ آغاز شد و طی ۴۸ ساعت به‌طور مداوم در برخی شهرستان‌های این استان ادامه داشت که میزان آن تا ۳۰۰ میلی‌متر رسید، این بارندگی‌ها موجب شد سدهای بوستان و گلستان در شرق استان گلستان سرریز کنند و رودخانه‌های «چهل‌چای» و «گرگان رود» در اطراف گنبدکاووس از توابع استان گلستان طغیان کنند.

## علت
در این مناطق بارشی بین ۵۰ تا ۱۰۰ درصد کل بارش سالانه در بازه زمانی کمتر از پنج روز رخ داد. این حجم از بارش در این منطقه در تمام دوران ثبت داده‌های هواشناختی، دست‌کم در هفتاد سال گذشته، بی‌سابقه بوده‌است.
بارش ممتد باران و برف و کاهش دما در استان مازندران و گلستان که از یکشنبه ۲۶ اسفند ۱۳۹۷ آغاز شده بود موجب وقوع سیل در این استان‌ها شد. فرسایش خاک در اثر بهره‌برداری بی‌رویه از جنگل‌ها و بارش ممتد باران و رها ساختن آب از پشت سدها، سبب جاری‌شدن سیل در آستانه نوروز ۱۳۹۸ در دو استان شمالی ایران شد.
علت ویرانگری سیل در ترکمن‌صحرا و به‌ویژه آق قلا را باید در مجموعه‌ای از سوء مدیریت‌ها و عوامل طبیعی جستجو کرد. بارش‌های شدید، پر بودن ظرفیت سدها پیش از آغاز بارش‌ها و نیز عدم لایروبی رودهای گرگان، اترک و قره‌سو همگی دست به دست هم دادند تا بزرگترین فاجعه طبیعی و زیست‌محیطی ترکمن صحرا رقم بخورد.

## تلفات
دو کودک ۵ و ۲ ساله در جریان سیلاب شدید در شهرستان‌های کلاله و مینودشت استان گلستان جان باختند. در این حادثه یک کودک به همراه خانواده‌اش در روستای برنجوین زیر آوار ماندند که خانواده نجات یافته و کودک جان باخت و در روستای قرناوه کلاله نیز کودک دیگری جان باخت. به گزارش خبرگزاری فارس، علی عباسی، رئیس پزشکی قانونی مازندران، روز جمعه دوم فروردین خبر داد که در سیل چند روز اخیر پنج نفر کشته شده‌اند. همچنین در خبرها به مفقود شدن یک نفر در میانرود اشاره شده‌است.
در پی واژگونی یک قایق موتوری با ۲۴ سرنشین در شهرستان گمیشان ۲ نفر از سرنشینان آن کشته و ۴ نفر نیز مفقود شدند؛ که ساعاتی بعد پیکر سه نفر دیگر آن کشف شد سپس بعد از مدتی جسد یک نفر دیگر از آنها نیز پیدا شده‌است
همچنین نیز در سیل اخیر پنج نفر در مازندران جان خود را از دست دادند یک زن ۳۶ ساله و یک مرد در روستای داراب‌کلا، و یک مرد ۲۷ ساله (بر اثر سقوط سنگ ناشی از بارش در منطقه خطیرکوه محور سوادکوه)، یک مرد ۳۴ ساله و یک زن ۲۹ ساله در بهشهر جان خود را از دست دادند و یک نفر نیز مفقود است

## خسارات
بارش‌ها تا شامگاه چهارشنبه ۲۹ اسفند ادامه داشت و هنوز برآورد خسارت انجام نشده‌است. در ۲۴ ساعت نخست حادثه، ۳۰۰ دستگاه خودرو گرفتار در برف، رهاسازی شدند. آب آشامیدنی ۵۱ روستا قطع شد. برخی راه‌های روستایی نیز به علت رانش و ریزش کوه مسدود شد و برق آنها نیز قطع شد. برخی روستاها تخلیه شدند و ساکنان برخی روستاها هم ناگزیر شدند برای آمد و شد از قایق استفاده کنند. گفته می‌شود که میزان بارش باران در سه روز پایانی سال ۱۳۹۷ در مازندران در ۳۰ سال گذشته بی‌سابقه بوده‌است. به علت ریزش کوه و آب‌گرفتگی خطوط ریلی، قطار مازندران نیز متوقف شده و به دلیل آنکه آب راه‌های رسیدن به فرودگاه ساری را پوشانده، پروازها به ساری متوقف شد.

### مسدود شدن راه‌ها
روز ۲ فروردین ۱۳۹۸ سیلاب موجب بسته شدن جاده گرگان به آق‌قلا شد. همچنین بر اثر جاری شدن سیل جاده گنبد کاووس – آق‌قلا نیز مسدود شد.

### تخریب خط راه‌آهن
شامگاه ۴ فروردین ۱۳۹۸، گردان مهندسی و تخریب «حضرت ابوالفضل» وابسته به گروه «مهندسی ۴۵ جوادالائمه» نیروی زمینی سپاه، بخشی از مسیر خط آهن گرگان-اینچه‌برون در شمال شهر آق‌قلا را به منظور رهاسازی آب انباشت‌شده منطقه را در سه نقطه منفجر کردند. محسن رضایی از این انفجارها به عنوان «انفجار امید» یاد کرد. ۷ فروردین، گردان مهندسی و تخریب سپاه با دستور مستقیم محمدعلی جعفری، بخشی از جاده «چارقلی-گمیشان» را منفجر کردند تا راه خروج آب باز شود. اما چندی بعد حسن روحانی از این اقدام به صورت تلویحی انتقاد کرد:
«این هیچ تأثیری ندارد، آب از یک سمت به سمت دیگر رفته‌است. با این کار سیلاب آق‌قلا به گمیشان منتقل شده. طبق گزارش‌ها، شکستن جاده‌ها هیچ تأثیری نداشته‌است. رودخانه باید آب را خارج کند.»
پس از آن، تصویر نامه‌ای منتشر شد که در آن ستاد بحران استان گلستان و با حضور وزیر کشور، از فرمانده سپاه نینوا استان گلستان درخواست می‌کند که دو الی سه نقطه از ریل راه‌آهن در غرب شهر آق‌قلا برداشته شود تا تخلیه روان‌آب‌ها سرعت بگیرد. همچنین سردار جعفری نیز در واکنش به انتقادها از این اقدام سپاه دفاع کرد.

### تلفات دام و طیور
بر اساس اعلام رئیس سازمان دامپزشکی ایران، در سیل استان گلستان در مقطع زمانی ۲۹ اسفند ۹۷ تا ۶ فروردین ۹۸ خورشیدی تعداد ۵۹۴ هزار و ۵۰۰ قطعه نیمچه مرغ گوشتی، ۷۸ هزار قطعه مرغ مادر و تخم‌گذار، ۲۴۴۴ راس دام سبک و ۶۲ راس دام سنگین تلف شده‌است که در کنار اینها ۵۰۰ هکتار مزرعه پرورش آبزیان نیز خسارت دید. همچنین در استان مازندران ۷۶ هزار قطعه مرغ مادر، ۸۷ هزار قطعه مرغ گوشتی، ۸ هزار قطعه مرغ بومی، ۵۸ راس دام سنگین، ۱۳۰۹ راس دام سبک و ۵۶۸۰ کلنی زنبور عسل از بین رفته‌است.

## امدادرسانی

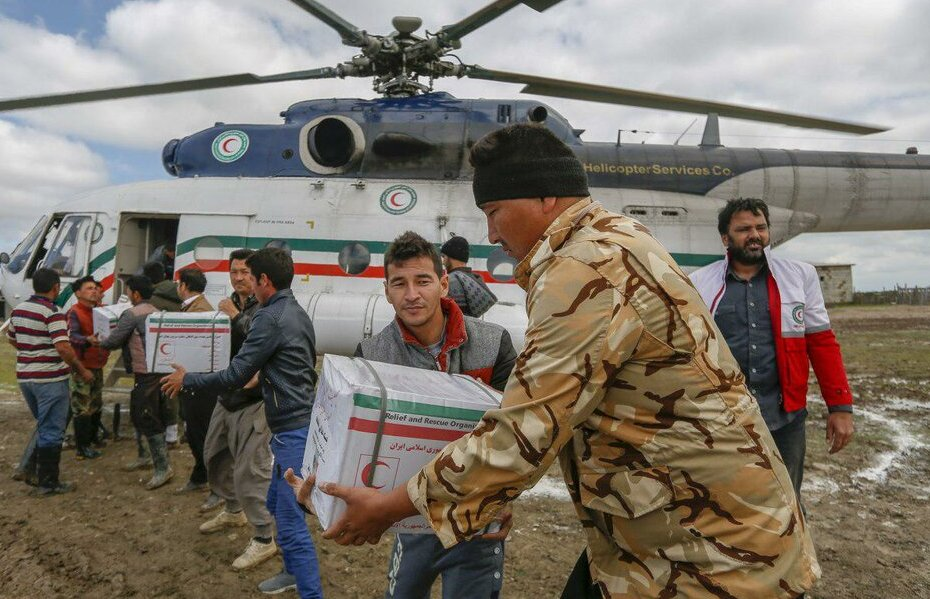
امدادرسانی به سیل‌زدگان استان گلستان

اولین کسانی که به کمک سیل زندگان گنبد، آق قلا و گمیشان رفتند، مردم محلی بودند که هم در مسیر سیل با ایجاد موانع سعی می‌کردند ورود جریان آب به شهرها را کند کنند و هم با توزیع اقلام اساسی و خوراکی به یاری آنان شتافته بودند. در این مقطع خبری از کمک‌های دولتی و امدادرسانی سازمان یافته نبود. همچنین صیادان بندر ترکمنی و گمیشانی به ویژه از روستاهای چاپاقلی و چارقلی و آغیزلی قایق‌های خود را به آق قلا آوردند و به یاری مردم شتافتند. پس از وقوع سیل، مردم در جنوب گمیشان برای جلوگیری از ورود آب به داخل شهر، سدی را به طول ۴ کیلومتر طی تنها یک روز ساختند.

### نیروهای مسلح
در روز سوم فروردین سید علی خامنه‌ای طی دستوری به محمدحسین باقری، رئیس ستاد کل نیروهای مسلح، از وی خواست دستور دهد علاوه بر امکانات به کارگرفته شده فعلی امکانات بیشتری برای امداد فرستاده شود. پس از آن، باقری طی ابلاغیه‌ای به فرماندهان سپاه، ارتش، نیروی انتظامی و وزارت دفاع دستور داد علاوه‌بر کمک‌هایی که تا کنون انجام داده‌اند، ضمن همپوشانی و استقرار تمامی امکانات و تجهیزات موردنیاز در منطقه مستقر شوند. باقری همچنین جانشین ستاد کل نیروهای مسلح عطاءالله صالحی را در رأس یک هیئت از فرماندهان عالی‌رتبه نظامی به مناطق سیل‌زده اعزام کرد.
از روز چهارشنبه ۱۴ فروردین یک دستگاه لایروب فوق سنگین ارتش جمهوری اسلامی ایران نیز به شهر آق‌قلا منتقل و در این منطقه مستقر شد تا عملیات لایروبی گرگان‌رود و رود قره‌سو را به منظور تسریع در خروج آب از این شهر و شهر گمیشان را تسریع بخشد.قرارگاه سازندگی خاتم‌الانبیاء سپاه کانالی برای انتقال آب احداث کرد.

### سازمان‌ها و نهادها
علاوه بر نیروهای سازمان هلال احمر، سازمان و نهادهای دولتی و غیردولتی نیز در کمک رسانی مشارکت داشتند.
جمعیت امام علی با حضور در مناطق حادثه تیم‌های شناسایی برای اطلاع‌رسانی وضعیت و امداد تشکیل داد. همچنین در سایر شهرها نیز ستادهایی برای جمع‌آوری کمک‌های مردمی برپا کرد.
ستاد اجرایی فرمان امام از روز اول ۲۲ گروه جهادی برای کمک‌رسانی اعزام کرد. محمد مخبر رئیس این ستاد از اهدای چهار هزار سری لوازم‌خانگی شامل یخچال، فرش و لوازم ضروری زندگی به خانواده‌هایی که منازل‌شان در سیل آسیب دیده و چهار هزار رأس دام سبک به ۴۰۰۰ خانواده روستایی سیل زده خبر داد. همچنین مقرر شد بنیاد برکت از زیرمجموعه‌های ستاد اجرایی نیز ۳۰۰۰ شغل برای ساکنین مناطق سیل زده ایجاد نماید. بنیاد برکت احسان وابسته به ستاد اجرایی نیز تا روز ۱۰ فروردین ۴۰ هزار غذای گرم در دو استان مازندران و گلستان توزیع کرد.
شهرداری تهران نیز ۱۳۰ نیرو مدیریت پسماند به مناطق سیل‌زده اعزام کرد.

### کمک‌های بین‌المللی
سازمانی جهانی بهداشت، هلال احمر ترکیه، هلال احمر کویت، صلیب سرخ آلمان و وزارت وضعیت‌های اضطراری ارمنستان اقدام به ارسال کمک کرده‌اند. همچنین دولت سوییس، آژانس همکاری‌های بین‌المللی ژاپن (جائیکا)، هلال احمر قطر، صلیب سرخ دانمارک، صلیب سرخ اتریش، سازمان غیردولتی کمک‌های مردمی فرانسه، صلیب سرخ هندوستان، هلال احمر فلسطین و جمهوری اسلامی پاکستان نیز برای کمک به سیل زدگان ایران اعلام آمادگی کردند.

### حادثه
در جریان دیواره‌سازی اطراف کانال گمیشان توسط نیروهای داوطلب مردمی، یک قایق با ۲۳ نفر سرنشین واژگون می‌شود که ۱۷ نفر نجات و ۶ نفر کشته می‌شوند. به گفته سرپرست استانداری گلستان، افرادی که در حادثه واژگونی قایق در گمیشان جان خود را از دست دادند، حدود ۱۰ تا ۱۲ روز به صورت داوطلبانه کیسه‌های گونی را با خاک پر می‌کردند و در تلاش برای ایجاد دایک خاکی جهت جلوگیری از نفوذ آب به شهر گمیشان بودند.

### انتقادات
عملکرد دستگاه‌های مسئول در امدادرسانی به سیل‌زدگان و غیبت مسئولان دولتی با انتقادهای کاربران در شبکه‌های اجتماعی، مردم سیل‌زده و همچنین افراد مختلفی نظیر علی دایی، سردار آزمون، جعفر سبحانی، فرمانده سپاه نینوا، امام جمعه اهل سنت آق قلا روبرو شد.
نحوه عملکرد صداوسیما در پوشش دادن اخبار مربوط به سیل نیز با انتقاد حسن یزدانی و مردم مواجه شد.

### شبکه‌های اجتماعی
مردم در شبکه‌های اجتماعی با ارسال عکس و ویدیو در آگاهی رسانی در خصوص وضعیت شهرهای سیل زده نقش کلیدی داشتند و نباید از نقش شبکه‌های اجتماعی و مخصوصاً شبکه‌های فیلتر شده‌ای مانند تلگرام و توئیتر چشم‌پوشی کرد.

## تبعات
- غیبت مناف هاشمی، استاندار گلستان، در مناطق سیل‌زده و جلسات ستاد مدیریت بحران، حواشی زیادی را برانگیخت. پس از آنکه مشخص شد مناف هاشمی در خارج از کشور حضور دارد، به دستور اسحاق جهانگیری، معاون اول رئیس‌جمهور، مناف هاشمی از استانداری گلستان برکنار شد.[۵۲]
- عدم پوشش مناسب حادثه در روزهای اولیه از جانب صدا و سیما، عدم واکنش مقامات رسمی و ضعف امدادرسانی، انتقادات فراوانی را برانگیخت.[۵۳][۵۴][۵۵]
- حسن روحانی، رئیس‌جمهور، روز ۷ فروردین ۱۳۹۸ وارد استان گلستان شد و در جریان روند اقدامات امدادرسانی، اسکان موقت مردم و وضعیت شهرها و روستاهای حادثه‌دیده قرار گرفت.[۵۶]
- وقوع توفان در استان‌های شمالی کشور باعث هجوم سیل مسافران به سمت استان‌های مرکزی مانند اصفهان و یزد چون تاجایی که دبیر ستاد هماهنگی خدمات سفر از مسافران خواست به علت پر شدن ظرفیت اسکان مسافرانی که به ناگاه مسیر خود را به سمت این استان‌ها عوض کردند تا اطلاع ثانوی از سفر به یزد خودداری کنند.[۵۷]

## نگارخانه

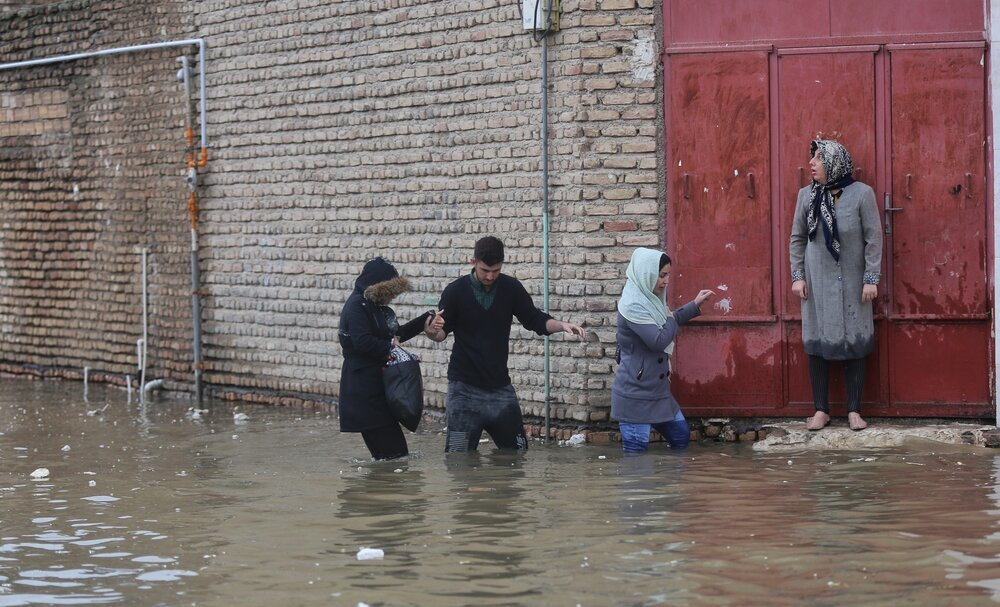
سیلاب در روستاهای آق‌قلا
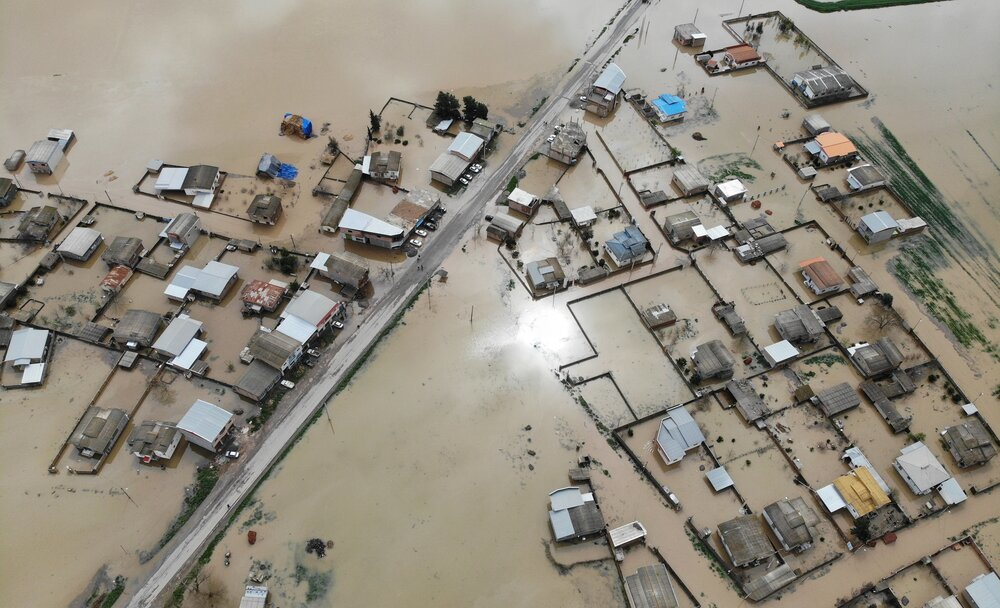
مناطق سیل زده استان گلستان
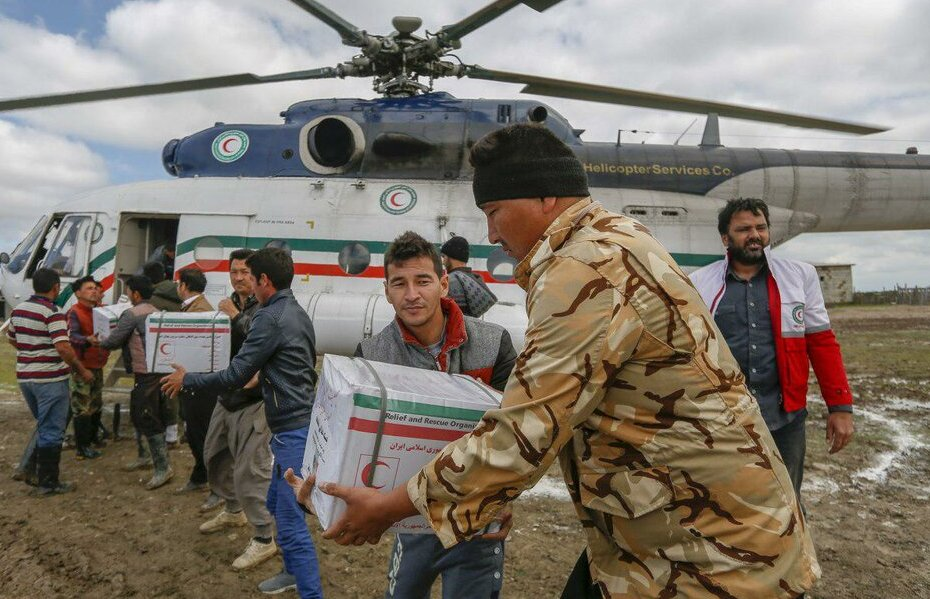
امدادرسانی به سیل‌زدگان در استان گلستان
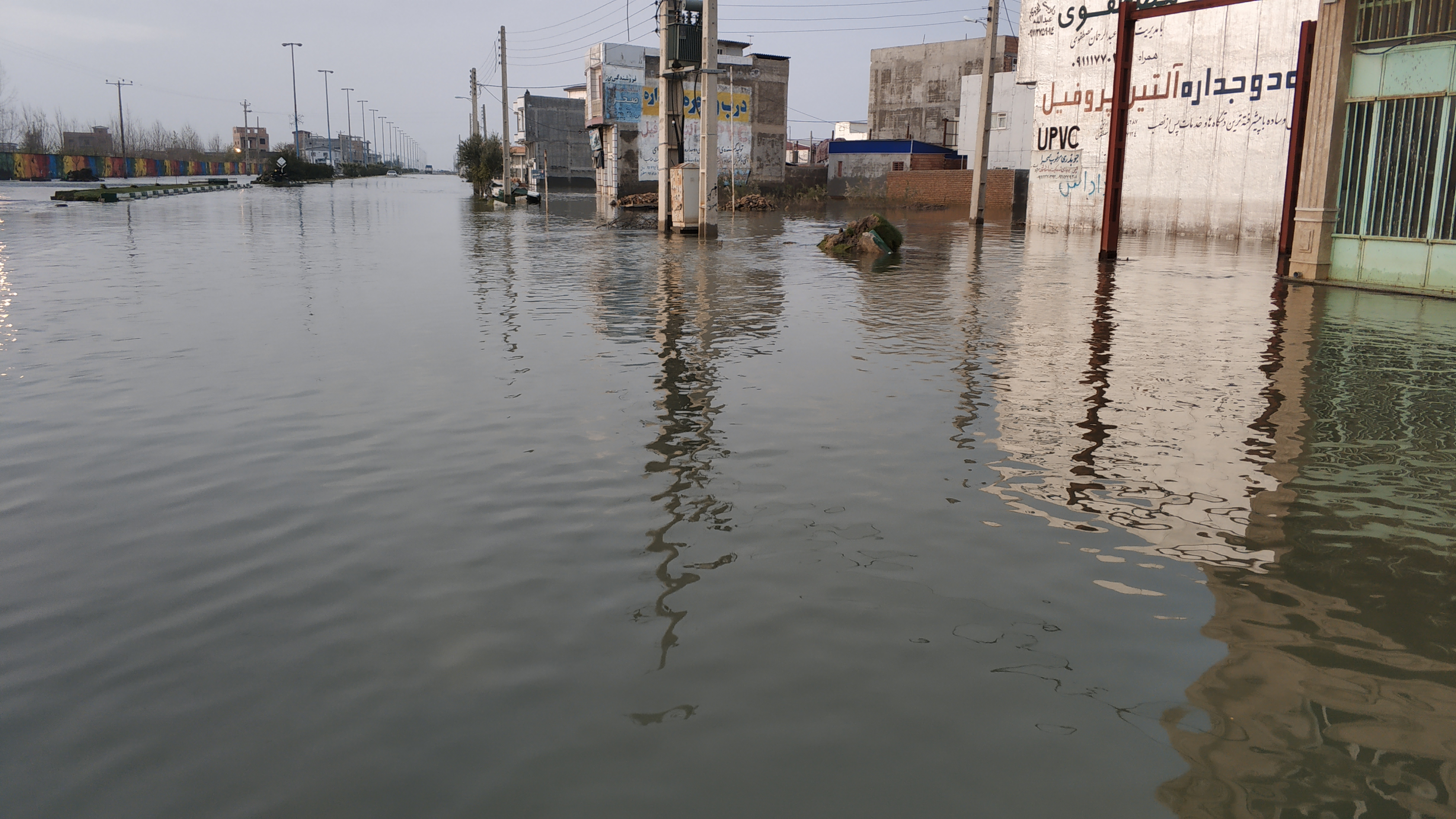
یکی از خیابان‌های آق‌قلا در ۱۷ فروردین ۱۳۹۸
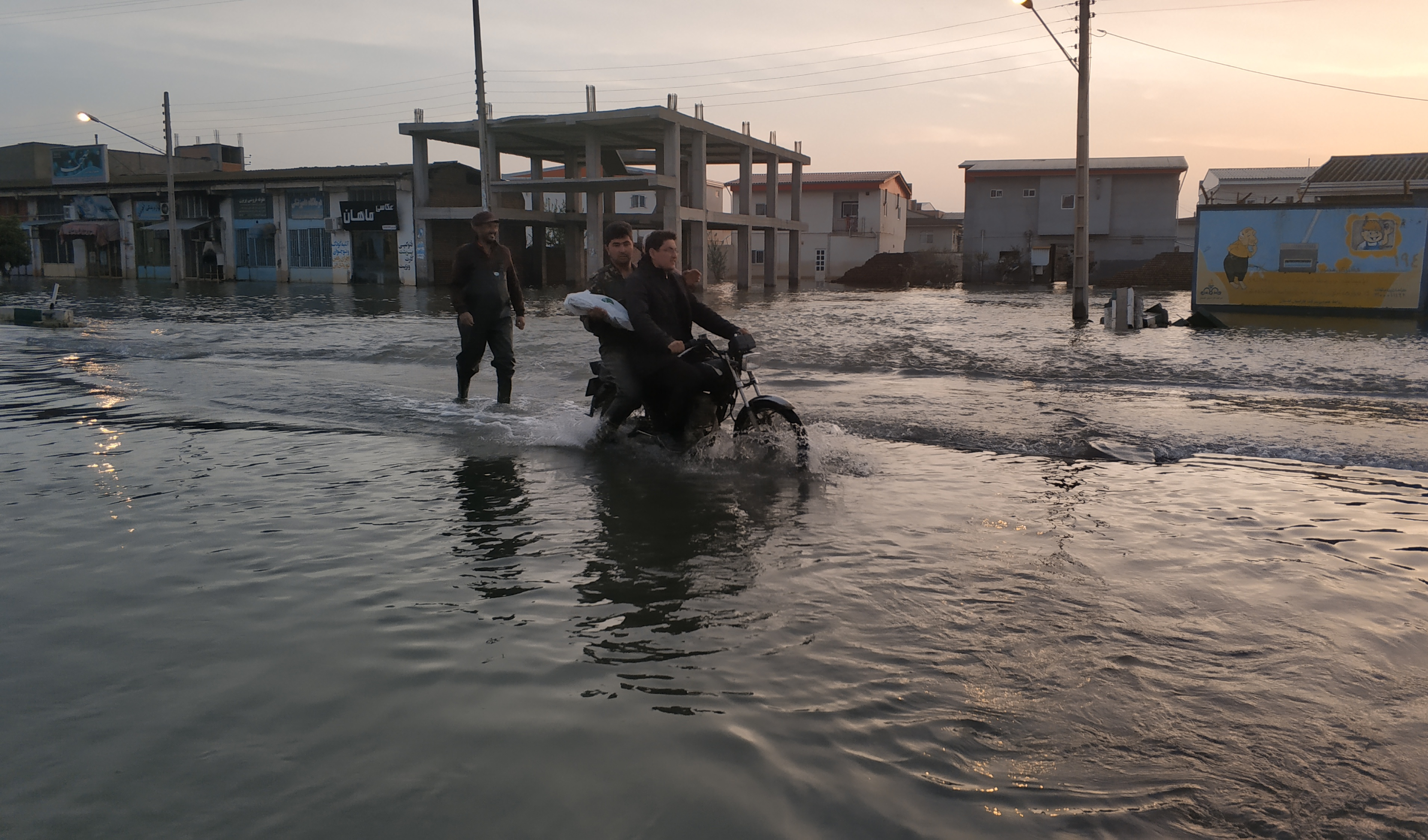
زندگی در آق‌قلا در ۱۷ فروردین ۱۳۹۸